# 309 до н. е.

## Події
- скінчилася Вавилонська війна
- закінчення війни на Боспорі, цар Евмел
- Битва при Білому Тунісі

## Померли
- Олександр IV Македонський
- Прітан Боспорський